# Humanistika
Humanistika je izraz za znanstvene discipline, ki proučujejo človeka, njegovo umetnost in kulturo večinoma z uporabo analitičnih in kritičnih metod, za razliko od naravoslovja in družboslovja, ki uporabljata empirične metode. Sodobnejši zbirni termin za humanistične discipline je kulturne vede oz. kulturologija.

## Področja humanistike

### Antične študije
Antične študije se v zahodni akademski tradiciji nanašajo na kulturo antike, in sicer na grško in rimsko kulturo. Velja za enega od temeljev humanistike, vendar je njena popularnost v 20. stoletju padla. Kljub temu ostaja vpliv klasičnih idej v mnogih humanističnih vedah močen, kot npr. v filozofiji in književnosti.

### Zgodovina
Zgodovina je znanost, ki raziskuje človeka in družbo skozi čas. Njena naloga je, da kritično in nepristransko raziskuje dogodke v preteklosti, rekonstruira človekovo življenje v preteklosti in ohranja zgodovinski spomin, saj poznavanje zgodovine omogoča razumevanje sedanjosti in omogoča predvidevanje prihodnosti.

### Jezikoslovje
Študij posameznih klasičnih in modernih jezikov se tradicionalno uvršča v humanistiko, čeprav je jezikoslovje ali lingvistika (veda o naravnem človeškem jeziku) znanstvena disciplina.

### Pravo
Pravo je mnoštvo pravil, ki urejajo najpomembnejše odnose v določeni družbi.

### Književnost
Književnost ali literatura (slovstvo) označuje poseben način komunikacije, ki ga prepoznavamo po oznakah njegovih specifičnih oblik, npr. roman, sonet, tragedija, idilična povest. V ožjem pomenu obsega samo dela besedne umetnosti (leposlovje, beletristika), tj. besedil v umetnostnem jeziku, v širšem pa tudi žanre drugačnega značaja: dnevnik, pisma, spomini, pridiga, molitev itd.

### Umetnost
Umetnost zajema dejavnosti človeka, ki niso neposredno povezane s preživetjem in razmnoževanjem in jih ne opredelimo kot znanost. Preko umetniških del človek izraža svoja čustva in svoje dojemanje okolice, odnos do sveta. Ločujemo med interpretativno in upodabljajočo umetnostjo. Razlikujeta se v tem, da prva uporablja kot sredstvo umetnikovo lastno telo, obraz in držo, slednja pa za to uporablja različne materiale, kot so glina, kovina ali barva, ki so lahko oblikovani tako, da predstavljajo umetniški izdelek. Vključuje akrobatiko, ulične umetnosti, ples, glasbo, opero, film, gledališče idr. Umetniki, ki pri tem sodelujejo pred občinstvom, se imenujejo nastopajoči. To so igralci, komiki, plesalci, glasbeniki in pevci, sodelujejo pa tudi različni sodelavci s sorodnih področij, kot so tekstopisci idr.

### Filozofija
Filozofija (grško φιλοσοφία: filosofía) je humanistična veda. Za razliko od posamičnih znanosti se ne ukvarja s posameznim izsekom stvarnosti ali z njenim posebnim vidikom, temveč tematizira človeško izkustvo kot celoto (univerzalna znanost).
Od začetka 20. stoletja je na univerzah postala dosti bolj analitska, zlasti v angleško govorečih delih sveta. Analitsko filozofijo zaznamuje jasna in rigorozna metoda raziskovanja z uporabo logike in bolj formalne metode argumentiranja. Za to metodo raziskovanja so v veliki meri zaslužna dela filozofov, kot so Gottlob Frege, Bertrand Rusell, G. E. Moore in Ludwig Wittgenstein.

### Religiologija
Religiologija je veda, ki preučuje vero ali verstva; veroslovje. Začetki religioznosti so v neolitiku. V tem obdobju so častili nebo, sonce in mesec kot božanstva. Novi filozofski tokovi in verovanja so se pojavila tako na Vzhodu kot Zahodu, predvsem okoli 6. stoletja pr. n. št. Čez čas se je v svetu pojavila velika raznolikost v razvoju religij: hinduizem in budizem v Indiji, zoroastrizem v Perziji, konfucianizem in taoizem na Kitajskem.
Abrahamska religija je ime za skupek religij, ki izhajajo iz prastare semitske tradicije, sledovi katere vodijo k Abrahamu. Nanaša se na patriarha, čigar življenje je opisano tako v hebrejski Bibliji oz. Stari zavezi, kot tudi v Koranu, v obeh pa velja za preroka. To tvori skupino največjih monoteističnih religij, ki vključuje židovstvo, krščanstvo in islam.

## Razumevanje humanistike v različnih kulturnih prostorih
V angleščini ločujejo med humanities in human science. Prvi pokriva tradicionalne humanistične discipline, drugi pa tiste, ki uporabljajo empirične metode (npr. ekonomija). Humanistika v angleščini ni eno od področij znanosti, tako kot na Slovenskem, ampak je skupaj z umetnostjo (arts and humanities) opozicija znanosti. Nemci uporabljajo izraz Humanwissenschaft, ki je prekriven z angleškim human science, za tradicionalno humanistiko pa ohranjajo latinski izraz studia humanitatis, ki je v srednjem veku označeval tiste discipline, ki se ne nanašajo na teologijo in naravoslovje. Družboslovne metode vedno bolj prodirajo tudi v tradicionalne humanistične discipline (npr. jezikoslovje) in jih tako odpirajo interdisciplinarnosti. Tradicionalna humanistika, ki se rada sklicuje na knjižno kulturo, se neredko čuti ogrožena tudi zaradi digitalne humanistike (digital humanities), ki z uporabo računalniških orodij aktualizira humanistične vsebine.
V angleško humanities spadajo antične študije, zgodovina, jezikoslovje, pravo, književnost, vizualna in interpretativna umetnost ter filozofija in religiologija, v human science pa sociologija, antropologija in ekonomija. Nemci kulturne vede (Kulturwissenschaften) delijo na duhovne vede (Geisteswissenschaft: zgodovina, religiologija, jezikoslovje, znanost o umetnosti) in družbene vede (Sozialwissenschaften: psihologija, sociologija, antropologija, etnologija, biologija, socialno delo, medicina in zdravstvena nega, politologija, arhitektura, zgodovina, arheologija, socialna geografija, informatika in inženirske vede. Francozom predstavljajo humanistiko (lettres) področja literatura (z retoriko in lingvistiko), filozofija, zgodovina in jeziki, Čehi ločujejo med družbenimi in kulturnimi vedami in naštevajo še demografijo, etnografijo, pedagogiko in filologijo, ki je ena od tradicionalnih humanističnih disciplin, Poljaki muzikologijo, organizacijske vede in  bibliologijo, Rusi pa novinarstvo, umetnostno zgodovino, muzealistiko, etiko, estetiko, zgodovino znanosti in kulturologijo.
Ljudem, ki delujejo na področju humanistike, rečemo humanisti, v ožjem pomenu pa so to predstavniki humanizma, gibanja na prehodu iz srednjega veka v renesanso, ki je v 16. stoletju reformiralo umetnost in znanost ter postavilo človeka za središče svojega raziskovanja, oziroma njegovi privrženci (npr. učitelji klasičnih jezikov in književnosti, ki delujejo v duhu antike in preučujejo antično kulturo). V najširšem pomenu so humanisti ljudje, katerih nazori temeljijo na spoštovanju človekovega dostojanstva in skrbi za človeka. Humanistična inteligenca se pogosto razume kot zdrava opozicija naravoslovni, še posebej pa tehnični inteligenci oz. izobražencem.

## Zgodovina humanistike
Na Zahodu se študij humanistike začne že v antični Grčiji kot osnova širše izobrazbe za državljane. V rimskih časih se je razvil kanon sedmih ved (ki ga povzema srednjeveški koncept sedmih svobodnih umetnosti); vključeval je aritmetiko, geometrijo, astronomijo in glasbo (quadrivium) ter slovnico, retoriko, logiko (trivium). Te znanosti so tvorile tudi jedro srednjeveške temeljne izobrazbe s poudarkom na humanistiki, ki je veljala za veščino oz. način dela.
Velik premik se je zgodil v času renesančnega humanizma v 15. stoletju, ko se je humanistika začela obravnavati kot predmet študiranja in ne prakticiranja. Veda in predmet preučevanja sta se ločila. V 20. stoletju je spet prišlo do preobrata v mišljenju - postmodernizem je v luči svojih načel na novo definiral humanistiko.

## Vloga humanistike
Od poznega 19. stoletja naprej velja osrednje prepričanje, da humanistika pomaga razvijati refleksijo in samorefleksijo, le-ta pa pomaga pri razvoju osebne zavesti in občutku družbene odgovornosti. 
Wilhelm Dilthey (teoretik duhovnih znanosti, angl. moral science) in Hans-Georg Gadamer vidita osrednje poslanstvo humanistike v nujnosti razumevanja človeštva in njegovih izkušenj, po čemer se tudi loči od naravoslovja. To razumevanje povezuje enako misleče s sorodnim kulturnim ozadjem in omogoča občutek kulturne kontinuitete s filozofsko preteklostjo. Danes učitelji in študentje humanistike razvijajo zavest, primerno za multikulturni svet, v katerem živimo. Humanistika in družboslovje sta in morata biti vest vseh preostalih znanstvenih področij.
Za razlikovanje med humanistiko in naravoslovjem je potrebno poznavanje pomena obeh. Kar ju medsebojno razlikuje, ni določen predmet zanimanja, pač pa način razmišljanja in pristop k določenemu problemu. Humanistika se osredotoča na razumevanje pomena, namena in cilja, ceni zgodovinski in sociološki fenomen problema. Pri tem gre bolj za interpretativno metodo iskanja resnice kot za razlaganje vzročnosti in posledičnosti dogodka ali za razkrivanje resnice naravnega sveta.
Obstajajo tudi kritike humanistike, zlasti v zahodni kulturi. Joseph Carroll trdi, da živimo v spreminjajočem se svetu, v katerem kulturni kapital nadomešča znanstvena pismenost in v katerem je romantična predstava renesančnega humanističnega učitelja zastarela. To gre na roko kritikam, ki poudarjajo nekoristnost humanistike v obdobju, ko je potrebno, da učitelji književnosti, zgodovine in umetnosti sodelujejo z eksperimentalno znanostjo ali pa se vsaj poslužujejo njenih empiričnih iznajdb. Marvin Minsky, strokovnjak za umetno inteligenco, je podal eno od najprodornejših opazk na račun zastarelosti humanistike: »Z denarjem, ki ga mečemo stran za humanistiko in umetnost, vam zgradim boljšega študenta.«

## Humanistika danes

### Humanistika v svetu
Veliko ameriških univerz in višješolskih zavodov verjame v koncept široke, svobodne izobrazbe, zato od svojih študentov zahteva, poleg njihovih izbranih smeri, tudi poznavanje humanistike. Univerza v Chicagu in Univerza Columbia sta bili eni izmed prvih univerz, ki sta od vseh svojih študentov zahtevali tudi znanje iz filozofije, književnosti in umetnosti.
Treba pa je tudi opomniti, da v Združenih državah Amerike narašča število kritikov, ki vidijo to vrsto izobrazbe kot nepomembno. Ameriških študentov več ne pripravlja za njihov trg delovne sile, kar je pogojeno tudi z vedno večjim številom diplomantov in naraščajočo konkurenco.

### Humanistika v Sloveniji
Na Slovenskem je razvoj akademske humanistike vezan na ustanovitev Univerze v Ljubljani leta 1919 in z njeno prvo fakulteto, tj. Filozofsko fakulteto, sicer pa se je začela s filozofskim študijem na Jezuitskem kolegiju Ljubljani leta 1704. Slovenska humanistika je imela ob tej prvi inštitucionalni potrditvi izrazito narodnobuditeljsko ter jezikovnoozaveščevalno vlogo. Danes na Filozofski fakulteti v Ljubljani deluje 21 oddelkov  Arhivirano 2015-02-08 na Wayback Machine. humanističnega, družboslovnega (npr. psihologija) in deloma tudi naravoslovnega profila (npr. arheologija); številčno izstopajo filološke discipline. Večina disciplin pripravlja študente tudi za pedagoški poklic. Mlajše študijske smeri, kot npr. ameriške in ženske študije nimajo samostojnih oddelkov. Humanist z diplomo Filozofske fakultete naj bi bil intelektualec, ki razmišlja s svojo glavo in zna kulturne in družbene pojave presojati s kritično distanco. Humanistični študiji so v Sloveniji organizirani še na Filozofski fakulteti v Mariboru, na Fakulteti za humanistične študije v Kopru, na Fakulteti za humanistiko na Univerzi v Novi Gorici, na Fakulteti ISH ter na ZRC SAZU.